# طابع دببة سانت لويس
طوابع سانت لويس المؤقتة، أو طوابع الدببة لسانت لويس هي مجموعة طوابع مؤقتة أصدرها مكتب بريد سانت لويس بين عامي 1845 و1846 لتسهيل الدفع المسبق للرسوم البريدية، في وقت لم يكن فيهِ مكتب بريد الولايات المتحدة قد أصدر طوابع بريد للاستخدام الوطني. كانت سانت لويس، التي بادر مدير مكتب بريدها، جون م. ويمر، إلى إصدار هذهِ الطوابع، هي واحدة من إحدى عشرة مدينة أصدرتها. طُرحت طوابع الدببة بثلاث فئات: 5 سنتات، و10 سنتات، و20 سنتًا؛ وأقدم تاريخ معروف لختم بريد على طابع من هذا الإصدار هو 13 نوفمبر 1845.

## خلفية تاريخية
صار استخدام الطوابع المؤقتة عمليًا بعد قانون الكونجرس الأمريكي الصادر في 3 مارس 1845، الذي وحد رسوم البريد في جميع أنحاء البلاد بواقع 5 سنتات للرسالة ذات الوزن العادي التي تنقل لمسافة تصل إلى 300 ميل و10 سنتات للرسالة التي تنقل لمسافة بين 300 و3000 ميل. قبل التوحيد المعياري للرسوم، كانت الرسوم البريدية المتفاوتة بين الولايات القضائية المختلفة تجعل من الصعب التنبؤ بالرسوم، مما حال دون دفع جميع الرسائل مسبقًا باستخدام طوابع البريد كأمر طبيعي، مما أدى إلى أن مستلمي الرسائل - وليس المرسلين - هم من يدفعون رسوم البريد عليها. كانت سانت لويس واحدة من إحدى عشرة مدينة أمريكية أصدرت ما يُسمى بطوابع مديري البريد المؤقتة، ونظرًا لبعدها عن المراكز السكانية في المحيط الأطلسي، كانت المدينة الوحيدة التي تُقدم فئة مؤقتة تزيد عن 10 سنتات. علاوة على ذلك، لم تُنتج أي من المدن العشر الأخرى تصميمًا مؤقتًا لطابع بريد بهذا الطموح في محتواه الشكلي (على الرغم من إبداعه الفني البسيط).
كانت بعض الطوابع المؤقتة مجرد طوابع يدوية؛ بينما احتوت أخرى على حروف وأرقام محفورة و/أو توقيعات مُعاد إنتاجها؛ بينما احتوت اثنتان منها على صور شخصية لجورج واشنطن، إحداهما - وهي طابع بريد نيويورك المؤقت - نُقشت صورتهُ بمهارة عالية من قِبل شركة متخصصة في الأوراق النقدية. لقد توقف استخدام الطوابع المؤقتة في الولايات المتحدة بعد أن أصبحت طوابع البريد الوطنية متاحة في الأول من يوليو عام 1847.
ظهر الإشعار التالي في جريدة Missouri Republican في 5 نوفمبر 1845:
(طوابع البريد. أعدّ السيد ويمر، مدير مكتب البريد، مجموعة من طوابع البريد، أو بالأحرى علامات، لتُلصق على الرسائل، دلالةً على دفع أجرة البريد. وقد استنسخ في هذا العمل الخطة التي اعتمدها مدير مكتب بريد نيويورك والمدن الأخرى. هذه الطوابع محفورة لتمثل شعار ولاية ميسوري، وهي من فئة خمسة وعشرة سنتات. وهي مُعدّة بحيث يُمكن لصقها على الرسالة بسهولة، وستكون مُريحة للغاية للتجار وجميع من لديهم العديد من الرسائل لإرسالها بالبريد، إذ تُجنّبهم عناء الدفع في مكتب البريد. ستُباع كما تُباع في الشرق، أي: ستة عشر طابعًا من فئة خمسة سنتات وثمانية طوابع من فئة عشرة سنتات مقابل دولار واحد. نوصي التجار وغيرهم بتجربتها).

## التصميم والإنتاج والاستعمال

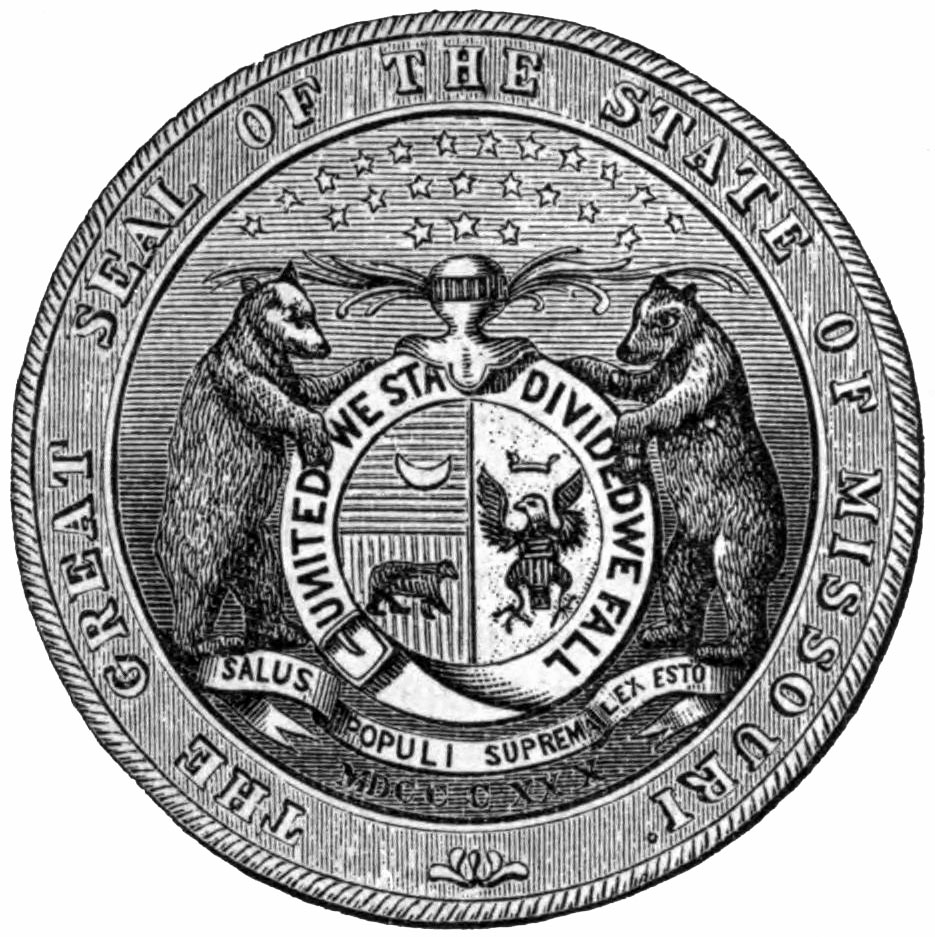
ختم ولاية ميسوري العظيم

تُشتق تسمية "الدببة" من الصورة التي يظهر عليها: رسم لختم ميسوري العظيم، يظهر فيهِ دبان واقفان يحملان قرصًا شعاريًا يحمل شعار "متحدون نقف، متفرقون نسقط". يُقصد بالرسم أن الحرف "d" الأخير بين قوسين مُغطى بمخالب الدببة، ولكنه يفشل في ذلك لأن الفنان أخطأ في حساب المسافة بين الأحرف. يُمكن تمييز دب ثالث داخل القرص (في الربع السفلي الأيسر)، والذي يحتوي أيضًا على هلال ورسم تخطيطي لختم الولايات المتحدة. يحمل شريط أسفل أقدام الدببة شعار ولاية ميزوري: "سلامة الشعب هي القانون الأسمى".
طُبعت صورة الدببة من صفيحة نحاسية مكونة من ست صور مرتبة في صفين رأسيين من ثلاثة، صنعها مزخرف ونقاش محلي، جيه إم كيرشو. كانت اللوحة من النوع المخصص لإنتاج بطاقات الزيارة؛ ومن الجوانب المرتجلة الأخرى للإنتاج أن كل طابع من الطوابع الستة الموجودة على اللوحة قد نُقش بشكل فردي، مما أدى إلى عدم وجود طابعين متطابقين؛ حيث توجد كل فئة في أشكال مميزة. (وهذا يختلف تمامًا عن التقنية الحديثة المستخدمة في طابع بريد نيويورك المؤقت، المطبوع من صفيحة تحتوي على صور متطابقة مُكررة من قالب واحد.) وعلى الرغم من استخدامها لمدة عام ونصف فقط، فقد عُدِّلت لوحة سانت لويس مرتين. في شكلها الأصلي، وطبعت الطوابع بقيمة 5 سنتات و10 سنتات فقط. في وقت ما من عام 1864، قرر مدير مكتب البريد استخدام فئة 20 سنتًا، فعدّل الصورتين العلويتين الأيسرتين لاستبدال الرقم "5" برقم "20". وبعد خزن كميات كافية من طوابع فئة 20 سنتًا، أُعيد تصميم اللوحة لاستعادة فئات الـ 5 سنتات الأصلية. من المعروف أن الطبعتين الأوليين أنتجتا 2000 طابع فئة 5 سنتات، و3000 طابع فئة 10 سنتات، و1000 طابع فئة 20 سنتًا؛ أما الطبعة النهائية، فربما أضافت 1500 طابع فئة 5 سنتات و1500 طابع فئة 10 سنتات إلى الإجمالي.

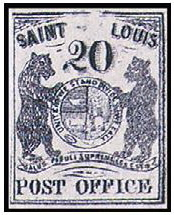
طوابع مؤقتة من فئة 20 سنتًا

كان استخدام طوابع مدير بريد سانت لويس هذهِ اختياريًا تمامًا، ولم تحظَ بشعبية كبيرة. فحص الكاتب عددًا من ملفات الرسائل المكتوبة من سانت لويس في الأعوام 1845 و1846 و1847 دون العثور على طابع بريدي واحد عليها. ويبدو أن شركتين - نيسبيت وشركاه، برايفت بانكرز، وكرو وماكريري، هولسيل دراي غودز - قد حصلتا على معظم طوابع هذهِ الدببة، واستعملت في المراسلات التجارية، وكانت متاحة لموظفي الشركتين وعوائلهم للرسائل الخاصة.

## البحث
لقد ظهرت أول قائمة معروفة لطوابع سانت لويس في الأدبيات الطوابعية عام 1873، ولكن لم تُعرف سوى نماذج قليلة منها حتى عام 1895، عندما عثر حمال في محكمة لويزفيل، في ولاية كنتاكي، على كنز من 137 طوابع سانت لويس أثناء حرق أوراق مهملة في الفرن. وقد وثّق خبير الطوابع الشهير تشارلز هافيلاند ميكيل هذهِ الطوابع، مما مكّنه من تأكيد وجود فئة 20 سنتًا (كان بعض الخبراء يعتقدون أن النسخ القليلة المعروفة سابقًا مزورة). في ذلك الوقت، كتب ميكيل: "لم يسبق لأي طابع بريد في العالم أن حقق سعرًا كهذا الذي حققتهُ بعض طوابع سانت لويس". ومنذ ذلك الحين، ظهرت المزيد من طوابع سانت لويس، وتفوقت أسعارها بكثير على كنوز الطوابع النادرة؛ ومع ذلك، لا تزال نادرة بشكل مثير للإعجاب، وخاصةً تلك التي تحمل قيمة 20 سنتًا. علاوة على ذلك، فإن جميعها تقريبًا في حالة سيئة للغاية. تُقدَّر الأنواع الأكثر شيوعًا من ورق الدببة من فئة 5 و10 سنتات (على ورق أخضر) في دليل سكوت للطوابع بـ 8000 دولار أمريكي في حالتها المستعملة، بينما يُقدَّر سعر ورق الدببة من فئة 20 سنتًا على ورق أرجواني رمادي بـ 50000 دولار أمريكي. أما الأنواع الأخرى من الورق، فهي أغلى ثمنًا.